# Manny et ses outils
Manny et ses outils (Handy Manny) est une série télévisée d'animation 3D américano-canado-mexicaine en image de synthèse en 91 épisodes  de 25 minutes (réparties en 182 segments) produite par Nelvana et Walt Disney Television Animation et diffusée entre le 16 septembre 2006 et le 14 février 2013 sur Playhouse Disney et Disney Junior.
En France, la série a été diffusée sur Playhouse Disney de 2007 à 2011 (avant de devenir Disney Junior) puis de 2011 à 2014 sous Disney Junior, puis rediffusée à partir du 4 septembre 2007 sur TF1 jusqu'à fin 2009, dans l'émission Tfou puis sur M6 dans l'émission Disney Kid Club de 2010 à 2014, et au Québec à partir du 6 septembre 2010 à la Télévision de Radio-Canada,.
La musique du thème est chantée par le groupe Los Lobos.
Manny et ses outils est un issu de la série d'animation : Agent Spécial Oso.

## Synopsis
Manuel Garcia, surnommé « Manny », est un jeune réparateur. Il a installé sa boutique à Rochepierre-les-Feuilles où il exerce son métier avec ses outils. Ces derniers sont dotés d'une vie propre et ils ont chacun leur caractère.
La majorité des épisodes suivent le même canevas. Tout commence à l'atelier, où les outils causent ou sont confrontés à un petit problème de la vie de tous les jours. Manny n'a pas le temps de le résoudre car ils sont appelés pour une réparation. Ils sortent alors de leur atelier, et croisent leur voisin Mr Lopart, confiseur de la ville, qui est systématiquement en train de préparer quelque chose qui se terminera inévitablement par une chute ou un gag du même gabarie. Ils se rendent ensuite chez leur client, analysent son problème et constatent qu'il leur manque du matériel. Ils doivent donc passer Chez Kelly, qui tient une quincaillerie. Malgré les doutes des outils, Kelly a toujours ce qu'il leur faut (les derniers épisodes montrent un schéma inverse : les outils s'attendent systématiquement à ce qu'elle ait ce qu'il leur faut, et se montre toujours étonnés lorsqu'elle fait mine de ne pas l'avoir). Manny retourne alors chez le client, répare ce qui doit l'être puis rentre chez lui. Le plus souvent, le problème du client et la façon dont Manny le résout sont une leçon de vie pour les outils et une solution à leur problème du début.
Rochepierre-les-Feuilles est une ville où cohabitent des francophones (des anglophones dans la version originale) et des hispanophones. Manny parle les deux langues. Il s'exprime essentiellement en français mais truffe ses phrases de mots et d'expressions espagnoles. L'objectif est de familiariser les enfants avec un vocabulaire espagnol de base.

## Personnages
Les outils ont chacun leur personnalité, qui est utilisée dans la trame de l'histoire :
- Tourny est un tournevis expérimenté mais râleur.
- Crucy, le tournevis cruciforme, est fanfaron et cherche toujours à se mesurer à Tourny.
- Stretch, le mètre ruban, est intelligent et posé.
- Siscie, la scie, est calme mais a un côté midinette.
- Molo est une clé à molette peureuse.
- Marty le marteau est le gaffeur de service.
- Serra est une petite pince. C'est la benjamine de l'équipe.
- Flashy est une lampe de poche. Il n'arrive qu'à la saison 2 et ne parle que l'espagnol, bien que Manny et ses outils tentent de lui apprendre le Français.

Les personnages récurrents sont :
- Mr Lopart, le voisin de Manny, tient une confiserie. Il est convaincu d'être un excellent bricoleur mais ses tentatives se terminent systématiquement par un échec. Il vit avec sa chatte Fluffy, à laquelle il est très attaché.
- Kelly est la quincaillière de la ville. Chez elle, Manny est sûr de trouver ce dont il a besoin, à condition que son frère Elliot ne vienne pas mettre son grain de sel.
- Mr Ayala est d'origine argentine, il tient le bowling.
- Speedy Eddy est le patron du fast-food.
- Mme le maire Rosa, très élégante, fait régulièrement appel à Manny.
- Mme Portillo est pâtissière et fait les meilleurs gâteaux de la ville.
- Senior Sanchez est un gentil retraité.
- Alex est un petit garçon de six ans.
- Nelson est un petit garçon d'origine asiatique, le fils de Mr et Mme Lee, il a deux grands frères, Kevin et Steven.
- Abuelo, le grand-père de Manny. C'est par lui que l'on en sait plus sur l'enfance de Manny.

## Fiche technique
- Titre original : Handy Manny
- Titre français : Manny et ses outils (France)
- Autres titres francophones : Handy Manny (Québec)
- Création : Roger Bollen, Marilyn Sadler, Rick Gitelson
- Société de production : Walt Disney Television Animation
- Nombre d'épisodes : 91 (3 saisons)
- Durée : 25 minutes (2 segments de 12 minutes)

## Distribution

### Voix originales
- Wilmer Valderrama : Manuel « Manny » Garcia
- Nancy Truman : Kelly
- Tom Kenny : Leonard Francis Lopart / Pat (Marty)
- Carlos Alazraqui : Felipe (Tourny)
- Dee Bradley Baker : Turner (Crucy)
- Nika Futterman : Stretch / Squeeze (Serra)
- Kath Soucie : Dusty (Siscie)
- Fred Stoller (en) : Rusty (Molo)
- Grey DeLisle : Flicker (Flashy)
- Lance Bass : Elliot
- Shelley Morrison : Mrs. Portillo
- Fred Willard : Dwayne Bouffant
- Marion Ross : Mrs. Ropart
- Penn Jillette : Magic Marty
- Kathie Lee Gifford : Mrs. Hillary
- Ashley Parker Angel : Danny Starr
- Henry Winkler : Mr. Diller
- Kurtwood Smith : Mr. Woodlander
- Mark Steines : Oscar
- Kevin Steines : Elena

### Voix françaises
- Paolo Domingo : Manny
- Virginie Ledieu : Kelly, la Maire Rosa, Miss Portillo
- Camille Donda : Siscie
- Fily Keita : Julieta
- Patrick Borg : M. Lopart, Abuelo
- David Krüger : Marty, Crucy
- Marie-Charlotte Leclaire : Serra, Stretch
- Jean-Claude Donda : Molo, Tourny
- Patricia Legrand : Nelson, Steven
- Catherine Artigala : Sonia
- Alexis Tomassian : Danny Star
- Laurent Morteau : Dwayne Esbrouffant
- Laurence Charpentier : Mme Esbrouffant
- Dimitri Rougeul : Elliot
- Diane Dassigny : Driver truck
- Armelle Gallaud : Mme Thomson
- Éric Aubrahn : Nigel

 Source et légende : version française (VF) sur RS Doublage

## Liste des épisodes (2006-2013)
1. Note : la liste ci-dessous présente les épisodes diffusés en France et non l'intégralité.

1. Une bonne adhésion / De toutes les couleurs
2. Des gâteaux sur mesure / Tourny se met à la page
3. Une équipe de choc / Le monstre du placard
4. Lentement mais sûrement / Embouteillage monstre
5. Panique à l'animalerie / Un outil précieux
6. Une idée lumineuse / Les Bêtises
7. Molo à la rescousse / L'Anniversaire de Manny
8. Marty est marteau / Grande sœur
9. Le super héros / Le Langage des signes
10. Amigo Grande / Le vide grenier
11. Chaque chose à sa place / Le nouveau venu
12. La fête mexicaine / Le meilleur bricoleur
13. Un Noël bien mérité
14. La Maison des oiseaux / Stars d'un jour
15. L'album souvenir / Brico chien de cirque
16. Commande à la chaîne / Souvenirs d'enfance
17. Outil à tout faire / La Fête de l'école
18. Oncle Manny / Un amour de chaton
19. Des vacances bien occupées
20. Siscie détective / Radio Molo
21. Bienvenue au club / Manny est malade
22. Leçon de jardinage / Sonner l'alarme
23. Le tournevis vedette / Pas si marteau ce Marty
24. Serra s'ennuie / Le Palais de Bretzel
25. La Maman de Mr Lopart / Un rongeur encombrant
26. Halloween / La boîte magique
27. Elliot s'occupe du magasin / La Promesse de Serra
28. Manny à la rescousse / Habil'mains
29. Un éclair de génie / Les Tomates d'Abuelo
30. Un jouet pas comme les autres / Le Piège à souris
31. Outils à la dérive / La Boule à facette
32. titres inconnus
33. La Tour de l'horloge / Oscar et les 18 smoothies
34. Skateboard à volonté / Manny cowboy
35. Des hauts et des bas / Par la fenêtre
36. Bon anniversaire M. Lopart / Scout toujours !
37. Ça colle / Basket-ball pour tous
38. Piano sur la touche / Le rocking-chair d'Abuelo
39. Crucy a le hoquet / Le Mystère de la trappe à livres
40. Le Robot de l'amour 33 / Un ami encombrant
41. L'Exposition / L'énergie solaire
42. Objet perdu / Découverte imprévue
43. titres inconnus
44. Soirée bingo / Artiste en herbe
45. L'Œuvre de Carmela / Mission archéologique
46. Strech s'y colle / La nouvelle station de lavage
47. La Vente de gâteaux / Si on campait ?
48. Alerte à la soucoupe volante / Le petit Lopart à du génie
49. Voyage en ballon / Opération bonbons
50. La ccasa Alvarez / Protégeons la nature
51. Les Jumeaux Lopart / Panne sur la ville
52. Ça roule pour Luigi / Cocorico
53. Le Concert / Joyeux anniversaire
54. Le nouvel outil / La Capsule temporelle
55. La bonne année / L'Éléphant surprise
56. Soirée ciné / Solution écologique
57. Un jour à la plage / La Robe de fête
58. Le nouveau coiffeur / Señor météo
59. titres inconnus
60. titres inconnus
61. titres inconnus
62. titres inconnus
63. titres inconnus
64. titres inconnus
65. titres inconnus
66. La grande aventure à moto
67. titres inconnus
68. La Visite de Francisco / Le pont cassé
69. La Fusée de Pépé / Vacances entre amis
70. titres inconnus
71. Flashy rejoint l'orchestre / Pizzaiolos improvisés
72. Le Barbecue / La Sauce d'été
73. La Baleine / Julieta perd une dent
74. Capitaine Lopart / Le Stand de pépé
75. La course automobile de Manny
76. Dansons le crucy-twist / Cheminée recyclée
77. Balade en mer / La nouvelle maison de Pioupiou
78. La Visite du père noël
79. Les décorations de Noël / La Lampe de Miguel
80. L'Heure de l'histoire / Drôle de pirate
81. Un défi pour la terre / La Danse de Dario
82. Le grand chantier de Manny
83. Une jolie clôture / La Serre aux papillons
84. Chico entre à l'école / Le Chili de Kelly
85. Une nouvelle équipe / Mélinda apprend à nager
86. titres inconnus
87. La fête d'anniversaire de Leela / La Tondeuse d'Abuelo
88. titres inconnus
89. titres inconnus
90. titres inconnus
91. Exposition artistique / La nouvelle capsule temporelle